# San José del Golfo
San José del Golfo – miasto w południowej Gwatemali, w departamencie Gwatemala, leżące w odległości 28 km na północny wschód od stolicy kraju, nad rzeką Río Plátanos. Miasto jest siedzibą gminy o tej samej nazwie, która w 2010 roku liczyła 5721 mieszkańców.